# Dagný Brynjarsdóttir
Dagný Brynjarsdóttir (* 10. August 1991 in Hella) ist eine isländische Fußballspielerin. Von 2016 bis 2019 gehörte sie dem US-amerikanischen Erstligisten Portland Thorns FC an. Seit Januar 2021 ist sie für den englischen Erstligisten West Ham United aktiv.

## Karriere

### Vereine
Dagný begann in der Jugendabteilung von Ægir mit dem Fußballspielen und rückte 2006 in die erste Mannschaft – die sich später KFR/Ægir nannte – und in den Seniorinnenbereich auf. Nach einem Jahr in der zweithöchsten Spielklasse wechselte sie Anfang 2007 zum Erstligisten und amtierenden Meister Valur Reykjavík. Mit dem Klub gewann sie zwischen 2007 und 2010 viermal in Folge den Meistertitel, zudem 2009, 2010 und 2011 den Landespokal. 2011 begann sie ein Studium an der Florida State University und trat parallel zu ihrer Karriere in Island für die dortige Mannschaft der Florida State Seminoles an. Am 15. Januar 2015 verpflichtete sie der Bundesligist FC Bayern München. Ihr Bundesligadebüt gab sie am 15. Februar 2015 (14. Spieltag) beim 2:1-Sieg im Auswärtsspiel gegen die TSG 1899 Hoffenheim. Ihr erstes Bundesligator war der Siegtreffer in der 75. Minute zum 1:0 am 20. März 2015 (18. Spieltag) im Heimspiel gegen 1. FFC Turbine Potsdam. Ihr letztes Bundesligaspiel bestritt sie am 10. Mai 2015 (22. Spieltag) beim 2:0-Sieg im Heimspiel gegen die SGS Essen, der die deutsche Meisterschaft für Bayern München entschied. Mit Ablauf des 30. Juni 2015 verließ sie den FC Bayern München und kehrte nach Island zurück. Ab Spielzeitbeginn am 19. Mai 2015 war sie abermals für den Erstligisten UMF Selfoss aktiv. Vor Beginn der Saison 2016 wurde sie vom NWSL-Team Portland Thorns unter Vertrag genommen. 2018 pausierte Dagný aufgrund einer Schwangerschaft. Im April 2020 nach Island zurückgekehrt, spielte sie für UMF Selfoss. Nach dem Ende der Spielzeit wechselte sie im Januar 2021 zum englischen Erstligisten West Ham United.

### Nationalmannschaft
Nachdem Dagný bereits Länderspiele für die U16, U17, U19- und U23-Nationalmannschaft Islands absolviert hatte, kam sie am 24. Februar 2010 in Vila Real bei der 0:2-Niederlage gegen die Auswahl der Vereinigten Staaten, im Rahmen des Algarve Cups, zu ihrem Debüt in der A-Nationalmannschaft. Mit dieser nahm sie an der vom 10. bis 28. Juli 2013 in Schweden ausgetragenen Europameisterschaft teil. Sie bestritt alle drei Gruppenspiele, wobei ihr Tor zum 1:0 in der 30. Minute im letzten Gruppenspiel gegen die Auswahl der Niederlande der Mannschaft die Teilnahme an der Finalrunde ermöglichte. Im Viertelfinale unterlag sie mit ihrer Mannschaft der Auswahl Schwedens. Ihr erstes A-Länderspieltor erzielte sie am 26. Oktober 2011 in Belfast im EM-Qualifikationsspiel gegen die Auswahl Nordirlands mit dem Treffer zum 2:0-Endstand in der 41. Minute.
Am 7. April 2022 bestritt sie ebenso wie Glódís Viggósdóttir beim 5:0-Sieg im Rahmen der Qualifikation für die WM 2023 gegen Belarus ihr 100. Länderspiel.
Am 11. Juni 2022 wurde sie für die EM-Endrunde nominiert. Im Kader war sie die Spielerin mit den meisten Länderspieltoren und drittbeste isländische Torschützin hinter den nicht mehr aktiven Margrét Lára Viðarsdóttir (71 Tore) und Hólmfríður Magnúsdóttir (37). Nach drei Remis endete die EM, bei der sie in allen Spielen ihrer Mannschaft zum Einsatz kam, als Gruppendritte. Dabei konnte sie im dritten Gruppenspiel gegen Frankreich in der 12. Minute der Nachspielzeit noch den Ausgleichstreffer erzielen. Damit ist sie mit zwei Toren beste isländische Torschützin bei EM-Endrunden.
Sie stand auch bei den letzten beiden Gruppen-Spielen in der Qualifikation für die WM 2023 in der Startelf. Nach einem 6:0-Sieg gegen Belarus, bei dem sie zwei Tore erzielte, kam es am letzten Spieltag in Utrecht zum Finale um den Gruppensieg gegen die Niederlande, wobei den Isländerinnen ein Remis gereicht hätte. Bis zur 3. Minute der Nachspielzeit hielten sie ihr Tor sauber, dann mussten sie das einzige Tor des Spiels hinnehmen, wodurch sich die Niederländerinnen qualifizierten und die Isländerinnen in die Play-offs gegen Portugal mussten. Durch eine 1:4-Niederlage nach Verlängerung, bei der sie nach dem 1:3 ausgewechselt wurde, verpassten sie endgültig die WM-Endrunde.
Aufgrund ihrer zweiten Schwangerschaft kam sie erst im Februar 2025 wieder zu Einsätzen in der Nationalmannschaft.
Am 13. Juni 2025 wurde sie für die EM-Endrunde 2025 nominiert. Sie kam bei den drei Niederlagen ihrer Mannschaft zum Einsatz, nach denen die Isländerinnen ausschieden. Mit nun 13 EM-Einsätzen ist sie zusammen mit Sara Björk Gunnarsdóttir isländische EM-Rekordspielerin.

## Erfolge
- US-amerikanischer Meister 2017 (mit dem Portland Thorns FC)
- Deutscher Meister 2015 (mit dem FC Bayern München)
- Isländischer Meister 2007, 2008, 2009, 2010 (mit Valur Reykjavík)
- Isländischer Pokal-Sieger 2009, 2010, 2011 (mit Valur Reykjavík)

## Sonstiges
Dagný ist verheiratet und Mutter zweier Söhne.
Im Verlauf der Europameisterschaft 2013 stellte sich später heraus, dass sie sich bereits im zweiten Gruppenspiel gegen die Auswahl Deutschlands einen Fußbruch zugezogen hatte.